# Modernisierung (Soziologie)
Modernisierung beschreibt und erklärt in der Soziologie den sozialen Wandel als Übergang von einer traditionalen Form von Gesellschaft oder Kultur hin zu moderneren Formen, etwa der Industriegesellschaft, zu Demokratisierung, Verstädterung, sozialer Differenzierung, Individualisierung, Bürokratisierung oder Globalisierung. Keine Einigkeit besteht in den Sozialwissenschaften darüber, welche dieser inhaltlichen Indikatoren für die Modernisierung ausschlaggebend sind und wie sie sich zueinander verhalten. Der Soziologe Dieter Goetze beschreibt Modernisierung daher rein formal als „Auf-Dauer-Stellung und Beschleunigung des Wandels“ (2004).

## Modernisierung bei den soziologischen Klassikern
Die Klassiker der Soziologie des 19. und frühen 20. Jahrhunderts verwendeten den Begriff Modernisierung nicht. Gleichwohl beschrieben und problematisierten sie die historische Erfahrung eines epochalen Wandels in unterschiedlichen Begrifflichkeiten.
Auguste Comte (1798–1857) formulierte ein Drei-Stadien-Gesetz, nach dem der menschliche Geist von einem theologischen oder fiktiven Stadium über ein metaphysisches oder abstraktes schließlich in das positive oder wissenschaftliche Stadium fortschreite, das seine optimale Entfaltung darstelle.
Karl Marx (1818–1883) sah in seinem Historischen Materialismus Modernisierung als evolutionäre Entwicklung der Arbeit, deren Fortschritte weltweit zur wirtschaftlichen und politischen Vorherrschaft des Kapitalismus führe und mit der Spaltung der Gesellschaft in die beiden Klassen der Bourgeoisie und des Proletariats einhergehe. Der Klassengegensatz werde in eine Revolution münden, was zur Aufhebung aller Klassengegensätze führen werde und erstmals in der Menschheitsgeschichte eine wirklich allseitige Entwicklung der Persönlichkeit und ein friedliches Zusammenleben aller Menschen ohne Ausbeutung und Unterdrückung erlauben werde.
Ferdinand Tönnies (1855–1936) sah dagegen in seinem 1887 erschienenen Werk Gemeinschaft und Gesellschaft das Charakteristikum der neuen Zeit im Wandel von der Gemeinschaft in eine Gesellschaft: In vormodernen Gesellschaften hätten urwüchsige und organische soziale Beziehungen wie die Familie vorgeherrscht, die Menschen hätten aus Gemeinsinn, Tradition und Glauben einander bejaht. Diese Werte würden dann aber zunehmend durch Verwissenschaftlichung und Kommerzialisierung ersetzt. Nun würden künstliche soziale Formen wie Betriebe oder Verbände dominieren, die auf der Grundlage von Verträgen geschlossen würden.
Georg Simmel (1858–1918) erblickte in seinem 1890 erschienenen Buch Über sociale Differenzierung eine verstärkte Individualisierung als zentrale Folge der Modernisierung: Sie resultiere aus der zunehmenden strukturellen Differenzierung einer Gesellschaft und der Verselbstständigung ihrer Funktionen, Aufgaben und Aktivitäten. Traditionelle Bindungen würden ausgehöhlt, neue Bindungen, die von zunehmend in die Lebenswelt der Individuen intervenierenden bürokratischen Organisation geschaffen würden, blieben wenig intensiv.
Émile Durkheim (1858–1917) sah in seinem 1893 erschienenen Werk De la division du travail social die Arbeitsteilung als entscheidenden Beweggrund. Sie führe dazu, dass die „mechanische Solidarität“ der vormodernen Menschen, die in einem engen, unhinterfragten Zusammenhang mit ihrem Kollektiv und dessen Normen leben würden, durch eine „organische Solidarität“ abgelöst würde, die nicht mehr durch gleiche Lebensbedingungen, sondern durch das funktionale Angewiesensein aufeinander begründet sei. Diese Form der Solidarität sei aber deutlich schwächer ausgeprägt, weshalb Durkheim eine „Hyperindividualisierung“ bis hin zu einer gesellschaftlichen Anomie heraufkommen sah, die sich bereits in einer gesteigerten Selbstmordrate abzeichne.
Max Weber (1864–1920) sah dagegen bei der Modernisierung in erster Linie einen Prozess der Rationalisierung am Werk. Die Vernunft ersetze zunehmend andere Begründungsweisen wie Tradition oder Autorität, Mythos und Magie würden zurückgedrängt, die Welt werde als kognitiv beherrschbar gedacht und dadurch entzaubert. Gleichzeitig wachse auch die Abhängigkeit der Menschen von „jenem mächtigen Kosmos der modernen, an die technischen und ökonomischen Voraussetzungen mechanisch-maschineller Produktion gebundenen, Wirtschaftsordnung […], der heute den Lebensstil aller einzelnen, die in dies Triebwerk hineingeboren werden – nicht nur der direkt ökonomisch Erwerbstätigen –, mit überwältigendem Zwange bestimmt und vielleicht bestimmen wird, bis der letzte Zentner fossilen Brennstoffs verglüht ist.“
So unterschiedlich die Ansätze der soziologischen Klassiker sind, sie haben gemeinsam, dass sie alle Modernisierung als einen Prozess mit nur einem Richtungssinn verstehen, der praktisch unumkehrbar und mit beinahe naturgesetzlicher Notwendigkeit abläuft. Die Entwicklung, die Europa mit der industriellen und der Französischen Revolution nahm, wird als Maßstab verabsolutiert, der für alle anderen Weltgegenden maßgeblich sei. Die dortige Modernisierung habe dem Modell der europäischen zu folgen, oder sie sei keine Modernisierung. Insofern werden diese Thesen als unilinear und ethnozentristisch kritisiert. Einige der genannten Klassiker weisen einem der genannten Faktoren eine Dominanz über die anderen oder deren Verursachung zu, wie es beispielsweise Marx in seinem Verständnis von Basis und Überbau tut. Insofern werden diese Thesen auch als monokausal kritisiert.

## Begriffsentwicklung nach 1945

### Soziologie der Entwicklungsländer
Seit der Dekolonisierung, also etwa ab 1960, wurde der Begriff Modernisierung zunächst zur Erklärung des Entwicklungsrückstands der so genannten Dritten Welt wichtig. Zur Selbstbeschreibung der Industriegesellschaften des Westens wurde er bis Ende der siebziger Jahre kaum herangezogen. Das Wörterbuch der Soziologie hatte in seiner Ausgabe von 1969 noch kein Lemma „Modernisierung“.
Anknüpfend an Daniel Lerner (1917–1980), der die neue Begriffsverwendung prägte, versuchte man mit dem Begriff der Modernisierung bislang gebräuchliche Termini wie Entwicklung (mit negativem Vorzeichen: Unterentwicklung, Rückständigkeit) oder „Fortschritt“ durch einen wertneutralen Ausdruck zu ersetzen. Stärker als andere sozialwissenschaftliche Felder haben Modernisierungstheorien eine Doppelfunktion: Zum einen sollen sie wissenschaftliche Erklärungen für (Unter-)Entwicklung liefern, zum anderen Handlungsstrategien zu deren Überwindung entwerfen. Die Ausbreitung dieser modernisierungstheoretischen Ansätze in der Wissenschaft geschah vor dem Hintergrund des Zweiten Weltkriegs als Reaktion auf den Ost-West-Konflikt und die Entlassung ehemaliger Kolonien in die Unabhängigkeit. Entwicklungspolitisch wurde der Begriff teils mit teleologischer Zuspitzung verwendet, insbesondere, wenn auf historische Vorbilder Bezug genommen wurde: Als Modell wurde für die Jahrzehnte um 1800 das Vereinigte Königreich genommen, für das 20. Jahrhundert die USA (Amerikanisierung bzw. Westernisierung). Eine solche Fokussierung auf ein bestimmtes historisches Vorbild wird oft verknüpft mit einer Konvergenztheorie. Problematisch ist dabei einerseits die These der unilinear gleichlaufenden Entwicklung von Industrialisierung (bzw. Wirtschaftswachstum) und Demokratisierung (bzw. der Teilhabe der Bürger an der politischen Macht), sowie der Ethnozentrismus, der in der angeblichen Modellhaftigkeit westlicher Industriestaaten liegt. Nach dieser Vorstellung hätten die Entwicklungsländer das Vorbild der westlichen Gesellschaften, dessen strukturelle Überlegenheit vorausgesetzt wird, nachzuvollziehen.

### Beschreibung des sozialen Wandels in den Industrieländern
Seit den 1970er Jahren wird der Modernisierungsbegriff zunehmend auch zur Beschreibung des sozialen Wandels in der ersten Welt verwendet. Die Soziologen verstanden die Modernisierung Europas zunächst als einheitlichen Prozess, der durch verschiedene Indikatoren und Subprozesse gekennzeichnet sei: Peter Flora (* 1944) nannte Bevölkerungsentwicklung, Urbanisierung, Überwindung des Analphabetismus, allgemeine Schulpflicht, Wirtschaftswachstum, soziale Sicherheit, bürokratische Organisationen, technische Kommunikationsformen und hohe Kommunikationsfrequenz, politische Beteiligung der Bürger, demokratische Regierungsform, Partei- und Verbandsstrukturen und kulturelle Orientierungsmuster. Der Sozialhistoriker Hans-Ulrich Wehler (1931–2014) führte sechs Subprozesse an:
1. Wirtschaftswachstum als kumulative Dauerbewegung der industriellen Expansion.
2. Strukturelle Differenzierung durch Arbeitsteilung, Ausbildung einer überindividuellen Staatsorganisation, Ausgliederung der Privat- und Intimsphäre aus dem öffentlichen Leben.
3. Wertewandel hin zu universalistischen, funktional spezifizierten Wertemustern, die in Sozialisationsprozessen vermittelt werden.
4. Räumliche und soziale Mobilität.
5. Zunehmende Partizipation zur Legitimierung von Präferenzentscheidungen.
6. Institutionalisierung von Konflikten, die durch bestimmte Verfahren legalisiert, eingehegt und dadurch weniger gewaltsam ausgetragen würden.

Diese sechs Subprozesse würden einander bedingen, also alle mehr oder weniger gleichzeitig ablaufen. Dieses Modernisierungsmodell ist demnach dichotomisch und optimistisch: Es beschreibt eine unausweichliche, unumkehrbare, systemische Entwicklung aus der zu überwindenden Tradition hinein in die zu begrüßende Moderne.

### Habermas’ Theorie des kommunikativen Handelns
Der Sozialphilosoph Jürgen Habermas (* 1929) verstand in seiner 1981 vorgelegten Theorie des kommunikativen Handelns Modernisierung als „Entkoppelung von System und Lebenswelt“, wobei diese von jenem „kolonisiert“ werde. In den traditionellen Gesellschaften Europas habe die Lebenswelt das kommunikative Handeln der Menschen bestimmt, also die unmittelbar erfahrbare Umwelt, die durch persönliche Beziehungen und nicht hinterfragte Werte und Normen geprägt sei. Mit zunehmender Rationalisierung der Gesellschaft werde aber das „System“ immer wichtiger, nämlich die bürokratischen Apparate, Staat und Wirtschaft. Hier werde nicht mehr persönlich auf den Einzelnen und sein spezifisches soziales Umfeld gesehen, sondern es werde schematisch nach bewährten Verfahren vorgegangen. Damit gehe eine Verrechtlichung der sozialen Beziehungen einher. Bestimmend seien nun nicht mehr Tradition und Wertrationalität, sondern einzig die Zweckrationalität. Der Einzelne werde in die Rolle eines Klienten von Fürsorgemaßnahmen des Staates oder eines Konsumenten von Waren und Dienstleistungen gedrängt.

### Luhmanns Systemtheorie
Für Niklas Luhmann (1927–1998) stand in seiner Systemtheorie nicht so sehr die Rationalisierung der Gesellschaft im Vordergrund, sondern ihre zunehmende Differenzierung. In seinem 1984 vorgelegten Werk Soziale Systeme definierte er Modernisierung als „funktionale Ausdifferenzierung von gesellschaftlichen Teilsystemen“: Traditionale Gesellschaften seien hierarchisch gegliedert und segmentär differenziert, das heißt, es bestehen einfache, kleine, räumlich voneinander getrennte, gleichartig aufgebaute Gesellschaften mit face-to-face-Kommunikation (Stämme, Dörfer usw.), deren Mitglieder alle ähnliche sozialen Rollen innehaben. Es bestehe eine stabile Ein- und Unterordnung der gesellschaftlichen Teile in das Ganze, die Steuerung der gesellschaftlichen Prozesse erfolge zentral. Daher seien solche Gesellschaften auch vergleichsweise statisch. Moderne Gesellschaften dagegen seien funktional gegliedert: Sie bildeten immer mehr gesellschaftliche Teilsysteme aus, die quasi autonom seien und nach einer jeweils anderen Logik funktionierten: Das politische System gliedert sich nach Luhmann zum Beispiel intern in die Subsysteme Parteipolitik, Verwaltung und Öffentlichkeit. Es gebe keine zentrale Steuerungsinstanz mehr, woraus sich die große Dynamik moderner Gesellschaften erklären lasse.

### Transfer in die Geschichtswissenschaft
Nach der als „Krise“ empfundenen Umorientierung der Geschichtswissenschaft weg vom Historismus und hin zu einer historischen Sozialwissenschaft in den 1960er und 1970er Jahren versuchten Historiker den soziologischen Begriff für ihre Disziplin fruchtbar zu machen. In Deutschland war dabei die Bielefelder Schule federführend. So gab der Sozialhistoriker Hans-Ulrich Wehler (1931–2014) der Diskussion Anstöße, indem er 1975 den Band Modernisierungstheorie und Geschichte herausgab. Auch seiner monumentalen Deutschen Gesellschaftsgeschichte legte er den Modernisierungsbegriff zugrunde, um Richtungskriterien für die beschriebene historische Entwicklung zu gewinnen: Im Anschluss an Max Weber sah er im Evolutionsziel der Wirtschaft die Durchsetzung des Kapitalismus und der Industriegesellschaft; die soziale Schichtung laufe auf die Durchsetzung marktbedingter Klassen hinaus, die politische Handlungsfähigkeit erlangten; politisch bedeute Modernisierung die Durchsetzung des bürokratisierten Anstaltsstaates; kulturell gehe es um zunehmende Rationalisierung, Säkularisierung und Entzauberung der Welt. Von diesen Bemühungen zeugt auch die in Bielefeld herausgegebene Fachzeitschrift Geschichte und Gesellschaft.

### Van der Loo und van Reijen: Vier Dimensionen, vier Paradoxa
Die niederländischen Soziologen Hans van der Loo (* 1954) und Willem van Reijen (1938–2012) bemühten sich in ihrem Buch Modernisierung. Projekt und Paradox um eine Synthese der vielfältigen Ansätze zum Modernisierungsbegriff, die weder teleologisch noch ethnozentrisch noch einseitig wertend sein sollte. So wollten sie den Ambivalenzen der Modernisierung stärker Rechnung tragen. Für sie umfasst Modernisierung vier idealtypische Teilprozesse:
- die Domestizierung der inneren und äußeren Natur: Moderne Gesellschaften seien gekennzeichnet durch permanent stattfindende technosoziale Innovationen, mit denen neue natürliche Ressourcen erschlossen, die Nutzung bekannter verbessert und die menschlichen Arbeitspotenziale durch Qualifizierung, Spezialisierung und Disziplinierung immer besser ausgeschöpft werden sollen.
- die Differenzierung der gesellschaftlichen Struktur: Moderne Gesellschaften seien gekennzeichnet durch eine zunehmende Arbeitsteilung, sowohl zwischen den Menschen innerhalb einer Gesellschaft als auch international zwischen Gesellschaften. Diese Arbeitsteilung finde ihren auffallendsten Ausdruck im Markt, dem zunehmend die gesellschaftliche Produktion und Reproduktion überlassen werde.[20]
- die Rationalisierung der Kultur: Moderne Gesellschaften seien gekennzeichnet durch einen Primat der Vernunft. Die Individuen kalkulierten ihr Handeln und seine Folgen rational, normative Ansprüche würden nicht mehr durch Autorität und Tradition begründet, sondern durch vernünftige Argumente, die immer wieder kritisch hinterfragt werden könnten, für die Beschreibung und Deutung der Welt sei nicht mehr die Religion, sondern die Wissenschaft zuständig.
- die Individualisierung der Person: Moderne Gesellschaften seien gekennzeichnet dadurch, dass sich das Individuum aus lokalen und verwandtschaftlichen Zusammenhängen des unmittelbaren sozialen Umfelds herauslöse und dadurch neue Handlungsspielräume erhalte. Somit vergrößere sich seine Mobilität – sowohl sozial durch Karrieren, die der vorherigen Generation verschlossen geblieben waren, als auch geografisch (etwa durch Arbeitsmigration), gleichzeitig steige aber auch das Risiko eines Scheiterns.

Diese vier Teilprozesse würden einander durchdringen und bedingen, sodass keiner von ihnen als Einzelursache der übrigen gelten können. Einem jedem Teilprozess wohne ein Paradox inne:
- So bringe die Domestizierung der Natur neben ihren befreienden, das Leben erleichternden Aspekten auch die Notwendigkeit mit sich, sein Handeln mit dem der anderen abzustimmen, und erfordere ein großes Maß an Selbstdisziplin und Sozialdisziplinierung.
- Die Differenzierung der Gesellschaft bedeute einerseits eine Maßstabsverkleinerung, insofern man sich in immer kleineren, immer spezielleren Gemeinschaften austausche; gleichzeitig aber auch eine Maßstabsvergrößerung, da man diesen Austausch weltweit betreiben könne (globales Dorf). Zudem würden immer mehr Aufgaben, die vormals dem Nationalstaat oblagen, an supranationale oder weltweite Organisationen abgegeben.
- Die Rationalisierung führe einerseits zu einer Pluralisierung der Lebensformen, da die Individuen die Werte und Normen der Tradition und der Großinstitutionen wie Kirche und Staat nicht mehr fraglos befolgten. Dem stehe aber eine Generalisierung ebendieser Werte gegenüber, die nun so formuliert würden, dass sie auch aus anderen oder ohne Traditionen befolgt werden könnten; dies gehe aber mit einem Verschwimmen dieser Werte einher, die wie die Menschenrechte zwar erhaben wirkten, im Alltag aber kaum handlungsleitend seien.
- Die Individualisierung bringe zwar eine Befreiung von unmittelbar wirkenden Zwängen mit sich, gleichzeitig werde das Individuum auf eine abstrakte und nicht unmittelbar zu durchschauende Weise von neuen, bürokratischen Kollektiven abhängig.

Dieses Modell, das die Vielgestaltigkeit und die Ambivalenzen der Modernisierungsprozesse hervorhebt, entwickelte Nina Degele (* 1963) weiter und erweiterte es um die Aspekte der Beschleunigung und Globalisierung.

### Becks reflexive Modernisierung
Ulrich Beck (1944–2015) schlug in einem 1996 erschienenen Aufsatz eine Neufassung des Konzepts der Modernisierung vor: Danach habe die Radikalisierung ihrer Prinzipien, insbesondere der Individualisierung und der Globalisierung, die Grundlagen der klassischen oder, wie Beck sie nennt, „einfachen Modernisierung“ untergraben und so Wege in andere Modernen oder Gegenmodernen eröffnet. Industriegesellschaft, Nationalstaat, Nationalökonomie, Klasse, Schicht, Geschlechterrolle, Kernfamilie seien fundamental in Frage gestellt. Es folge nun die „reflexive Modernisierung“ oder „zweite Moderne“, die sich mit den Nebenfolgen auseinandersetzen müsse, die die erste oder einfache Modernisierung in ihrem absichtsvollen Streben nach Fortschritt hinterlassen habe, etwa der Umweltverschmutzung, der Veränderung des Familienlebens durch die zunehmende Emanzipation der Frau, Verlegung von Arbeitsplätzen ins Ausland, der unerwünschten Folgen von sozialstaatlichen Leistungen usw. Diese reflexive Modernisierung unterscheide sich von der ersten vor allem dadurch, dass sie offener, risikobehafteter und widersprüchlicher sei: Der Fortschritt sei eben nicht etwas, was irgendwann erreicht sei, vielmehr würden moderne, vormoderne und gegenmoderne Phänomene nebeneinander bestehen.